# Otto Friedrich (journalist)
Otto Friedrich (Boston, 1929 - Manhasset (New York), 26 april 1995) was een Amerikaanse journalist, schrijver en historicus. 
Als zoon van de politiek theoreticus en Harvard-hoogleraar Carl Joachim Friedrich, behaalde Otto Friedrich in 1948 aan de Harvard-universiteit een academische graad in geschiedenis. Na zijn afstuderen werd hij journalist en uiteindelijk in 1965 chef-redacteur bij de The Saturday Evening Post in 1965.
Nadat de Post werd opgeheven, besteedde hij de rest van zijn carrière bij Time, waar hij meer dan 40 omslag-artikelen schreef. 
Gedurende deze tijd, schreef hij ook meer dan 14 boeken over diverse onderwerpen, variërend van de opbloei van Hollywood tot de opkomst van het Derde Rijk.
Zijn succesrijke boek, Before the Deluge (1972) werd in 1978 in het Nederlands vertaald onder de titel Vóór de Zondvloed, Berlijn in de jaren twintig.
In 1970 werd hij onderscheiden met de George Polk Award voor zijn boek Decline and Fall. 
Otto Friedrich was gehuwd met Priscilla Boughton, met wie hij vijf kinderen had. Hij stierf in 1995 aan longkanker in het North Shore University Hospital in Manhasset (staat New York). 